# Parco della Valle Albano
Il parco della Valle Albano è un parco locale di interesse sovracomunale (PLIS) che si trova in Lombardia, nel territorio di Germasino, nel comune di Gravedona ed Uniti, al confine con la Svizzera, alla testata della Valle Albano.
Il parco è stato istituito dalla provincia di Como il 17 novembre 2005; occupa 650 ha ma è all'interno di un più ampio territorio ad elevata naturalità (una zona di rilevanza naturale e ambientale - legge regionale 86/1983).
Il valore ambientale del parco, definito nel sito ufficiale "area sorgente di biodiversità" trova conferma nella realizzazione e gestione del laboratorio di ricerca e didattica ambientale “Nembruno” grazie a un protocollo di intesa tra il Comune di Germasino, la provincia di Como e l'Università degli Studi dell'Insubria.

## Territorio
La sede del parco è collocata nella sede del comune di Gravedona.

## Flora
Vi si trovano faggete, boschi di conifere, praterie con laghetti e ristagni d'acqua.

## Fauna
Fra i mammiferi che popolano le praterie d'alta quota si annoverano il cervo (Cervus elaphus), presente con circa un centinaio di capi, il camoscio (Rupicapra rupicapra), che ha una popolazione abbastanza numerosa (circa 7000 capi), il cinghiale (Sus scrofa).
Le faggete offrono rifugio a numerose specie di roditori tra cui il topo selvatico (Apodemus sylvaticus), l'arvicola rossastra (Clethrionomys glareolus), lo scoiattolo (Sciurus vulgaris) e il ghiro (Glis glis), il quercino (Eliomys quercinus); sono inoltre presenti la lepre bianca (Lepus timidus), la volpe (Vulpes vulpes), la donnola (Mustela nivalis), la faina (Martes foina), la martora (Martes martes) e il tasso (Meles meles).
Molto ricca anche l'avifauna che comprende numerosi rapaci tra cui  lo sparviere (Accipiter nisus), l'astore (Accipiter gentilis), la poiana (Buteo buteo), il gheppio (Falco tinnunculus), l'allocco (Strix aluco), la civetta capogrosso (Aegolius funereus), la civetta nana (Glaucidium passerinum). Altre specie meritevoli di menzione sono la ghiandaia (Garrulus glandarius), la nocciolaia (Nucifraga caryocatactes), il pettirosso (Erithacus rubecola), il picchio muratore (Sitta europaea), il picchio nero (Dryocopus martius), il rampichino alpestre (Certhia familiaris),  il crociere (Loxia curvirostra), il raro ed elusivo francolino di monte (Tetrastes bonasia), la cincia dal ciuffo (Parus cristatus), la cincia bigia alpestre (Parus montanus), il merlo dal collare (Turdus torquatus) e il merlo acquaiolo (Cinclus cinclus).
Le acque del torrente Albano ospitano la trota fario (Salmo trutta fario) e costituiscono l'habitat riproduttivo della salamandra pezzata (Salamandra salamandra).
Meritano infine un cenno alcune delle numerose specie dell'entomofauna che annovera coleotteri carabidi quali Carabus problematicus e Carabus bonellii, ortotteri come Arcyptera fusca, Podisma pedestris, Decticus verrucivorus o il più raro Psophus stridulus, numerose specie di lepidotteri (Erebia spp., Coenonympha darwiniana); nelle acque del torrente si trovano inoltre dei curiosi efemerotteri appartenenti alla famiglia Heptageniidae, dal caratteristico corpo fortemente appiattito.